# Francesca da Rimini (Tschaikowski)
Francesca da Rimini op. 32 ist eine Sinfonische Dichtung des russischen Komponisten Pjotr Tschaikowski. Die dramatische Fantasie nach Dante entstand 1876 in Moskau und ist seinem Freund und ehemaligen Schüler Sergei Tanejew gewidmet. Die Spieldauer beträgt circa 25 Minuten.

## Entstehungsgeschichte
Im Juli 1876 wurde Tschaikowski von Hermann Laroche, einem Literaturkritiker aus seiner Zeit am Konservatorium überredet, eine Oper zu schreiben, die auf einer Erzählung aus Dante Alighieris Göttlicher Komödie (1321) über Paolo und Francesca von Rimini basiert. Tschaikowski war von dieser tragischen Geschichte aus dem fünften Gesang des ersten Teils (Inferno) fasziniert, spiegelt sie doch zugleich seine emotionale Zerrissenheit in einer Zeit, in der er in die größte innere Krise seines Lebens hineingeriet:
Francesca und Paolo sind aufgrund ihrer ehebrecherischen Affäre (die ein tatsächliches historisches Ereignis war) verlorene Seelen in der Hölle. Die Affäre entstand aus dessen Bemühungen, Francescas Hand für seinen hässlichen Bruder Gianciotto zu sichern, der das Paar nach seiner Heirat mit Francesca beim Liebesspiel erwischt und hinrichten lässt. Francesca erzählt in Dantes Bericht von den Umständen ihres schmerzhaften Lebens nach dem Tod, wo die beiden Liebenden, gequält von der unauslöschlichen Erinnerung an die Freuden ihrer Umarmungen, die sie im Leben geteilt hatten, in einem heftigen Wirbelsturm gefangen sind, der sie nie wieder den Boden berühren lässt.
Die Pläne für die Oper scheiterten jedoch und Tschaikowski schrieb auf Geheiß seines Bruders Modest stattdessen eine von der Geschichte inspirierte Fantasie für Orchester. Das dramatische Werk in e-Moll entstand im Oktober und November 1876 in weniger als drei Wochen in Moskau nach vorgängigen Studien der Dante-Sinfonie (1857) von Franz Liszt. Nach der Fertigstellung von Francesca die Rimini schrieb Tschaikowski seinem Bruder: „Ich habe gerade erst mein neues Werk fertiggestellt: eine Fantasie über Francesca da Rimini. Ich schrieb es mit Liebe, und es ist mir geglückt, finde ich“.

## Zur Musik
Tschaikowski schrieb zu Beginn seines Manuskripts der Fantasie ein detailliertes Programm. Dieses wurde auch im Konzertprogramm der Uraufführung abgedruckt, nicht aber in der veröffentlichten Partitur, welcher nur wenige Zeilen und ein kurzes Zitat aus Dantes Gedicht vorangestellt waren.

### Gesamtform
Die Fantasie Francesca da Rimini umfasst 698 Takte und besteht aus einer Einleitung und drei Teilen:
Andante lugubre – Allegro vivo – Andante cantabile non troppo – Allegro vivo
Die düstere Einleitung (Andante lugubre) stellt die Stimmung und Szenerie am Eingang zur Hölle dar, über der die Inschrift lautet: „Gib alle Hoffnung auf, der du hier eintrittst.“ Tschaikowsky fängt auf brillante Weise die Geräusche und Bilder ein, die mit dem Wirbelsturm verbunden sind, welcher die verlorenen Seelen, darunter Francesca und Paolo, mit sich trägt. Die nachfolgende Bezeichnung „Allegro vivo“ könnte hier durchaus eine bewusst ironische Wahl des Komponisten sein, denn die Vivo-Ableitungen von „lebendig“ und „lebhaft“ passen kaum zu dieser hektischen und düsteren Atmosphäre der Musik. Im kontrastierenden Mittelteil (Andante cantabile non troppo) führt Tschaikowsky ein ruhiges, aber leidenschaftliches Liebesthema ein. Francescas erste Worte in der Erzählung lauten: „Es gibt keinen größeren Schmerz als das Glück, an das man sich in einer Zeit des Elends erinnert.“ Von der Klarinette exponiert, übernehmen die Streicher die wunderbare Melodie und die Stimmung süßen Bedauerns lässt den Zuhörer den düsteren Charakter des vorangehenden Abschnitts beinahe vergessen. Schließlich kehrt die turbulente Musik des Anfangs zurück (Allegro vivo) und offenbart, wie die Liebenden in ihrer Verdammnis weiterhin mitgerissen werden und ihre Züchtigung, einander zu sehen, aber niemals miteinander kommunizieren oder sich berühren zu können, aufrechterhalten wird. Die Musik endet auf dramatische Weise mit zehn eindringlichen Akkorden in e-Moll.

### Uraufführung
Die erfolgreiche Uraufführung fand am 25. Februarjul. / 9. März 1877greg. in Moskau im 10. Symphoniekonzert der Russischen Musikgesellschaft unter der Leitung von Nikolai Rubinstein statt. Und so schreibt etwa Camille Saint-Saëns in seinem Buch Portraits et Souvenirs: „...der zarteste, der freundlichste aller Menschen hat hier einem wütenden Sturm freien Lauf gelassen und ebenso wenig Mitleid für seine Interpretation und Zuhörer an den Tag gelegt wie Satan für die Sünder. Aber das Talent und die erstaunliche Technik des Autors sind so groß, dass die Verurteilten nur Vergnügen empfinden werden...“
Das Werk wurde 1886 mit dem Glinka-Preis ausgezeichnet.

## Besetzung
3 Flöten (3. auch Piccolo), 2 Oboen, Englischhorn, 2 Klarinetten (in A), 2 Fagotte, 4 Hörner (in F), 2 Cornets à Pistons (in A), 2 Trompeten (in E), 3 Posaunen, Tuba, Pauken, Schlagwerk (Becken, Große Trommel, Tam Tam), Harfe und Streicher